# Karel Komárek (bohemista)
Karel Komárek (* 29. dubna 1963 Přerov) je český vysokoškolský učitel, lingvista, bohemista, paleoslavista a novinář.

## Životopis
Roku 1986 absolvoval obor český jazyk a literatura na FF UK v Praze. Tamtéž získal v roce 1988 titul doktor filosofie v oboru český jazyk a na FF Univerzity Palackého v Olomouci v roce 1999 v témže oboru titul doktor.
V letech 1987–1990 byl redaktorem brněnské redakce deníku Lidová demokracie. V letech 1990-1996 působil jako odborný asistent katedry českého jazyka a literatury PedF Univerzity Palackého v Olomouci, od roku 1996 do roku 2001 pak jako odborný asistent katedry českého jazyka PedF MU v Brně. Od roku 2001 působí jako odborný asistent na katedře bohemistiky FF Univerzity Palackého v Olomouci.
Je členem Jazykovědného sdružení ČR, Onomastické komise AV ČR a mimo jiné ústřední poroty Olympiády v českém jazyce. Zabývá se paleoslavistikou, onomastikou, literární historií, literární kritikou, staroslověnštinou a církevněslovanskou literaturou.